# Senda F
Senda F ist eine Ortschaft im Departamento Cochabamba im südamerikanischen Anden-Staat Bolivien.

## Lage im Nahraum
Senda F ist der sechstgrößte Ort des Landkreises (bolivianisch: Municipio) Chimoré in der Provinz Carrasco. Das Straßendorf Senda F liegt auf einer Höhe von 200 m zwischen dem Unterlauf des Río Coni, einem rechten Nebenfluss des Río Chapare, und dem Río Chimoré im Osten.

## Geographie
Senda F liegt im bolivianischen Tiefland am nordöstlichen Rand der Anden-Gebirgskette der Cordillera Oriental.
Die mittlere Durchschnittstemperatur der Region liegt bei 27 °C (siehe Klimadiagramm Villa Tunari) und schwankt nur unwesentlich zwischen 23 °C im Juni und Juli und knapp 29 °C von November bis Februar. Das Klima ist ganzjährig humid, der Jahresniederschlag beträgt etwa 2.300 mm. Das Niederschlagsmaximum liegt in den Sommermonaten Dezember und Januar bei über 300 mm, weniger feucht sind die Wintermonate von Juni bis September mit jeweils 60 bis 100 mm Niederschlag.

## Verkehrsnetz
Südwestlich von Senda F in einer Entfernung von 210 Straßenkilometern liegt Cochabamba, die Hauptstadt des Departamentos.
Die 1657 Kilometer lange Fernstraße Ruta 4, die ganz im Westen an der chilenischen Grenze bei Tambo Quemado beginnt und quer über den Altiplano und über Cochabamba nach Villa Tunari am Fuß der Kordillere führt. Von Villa Tunari sind es 30 Kilometer bis nach Chimoré, die Ruta 4 führt dann weiter bis zur Tiefland-Metropole Santa Cruz und endet schließlich im südöstlichen Teil des Landes an der Grenze zu Brasilien bei der Stadt Puerto Quijarro.
Am östlichen Ortsausgang von Chimoré vor der Brücke über den Río Chimoré zweigt eine Seitenstraße in nördlicher Richtung von der Ruta 4 ab, die Senda F nach 16 Kilometern erreicht.

## Bevölkerung
Die Einwohnerzahl der Ortschaft ist allein im vergangenen Jahrzehnt um knapp ein Drittel angestiegen:
| Jahr | Einwohner         | Quelle       |
| ---- | ----------------- | ------------ |
| 1992 | keine Detaildaten | Volkszählung |
| 2001 | 1001              | Volkszählung |
| 2012 | 1511              | Volkszählung |

Die Region weist einen hohen Anteil an Quechua-Bevölkerung auf, im Municipio Chimoré sprechen 70,4 Prozent der Bevölkerung die Quechua-Sprache.